# Tiago Calvano

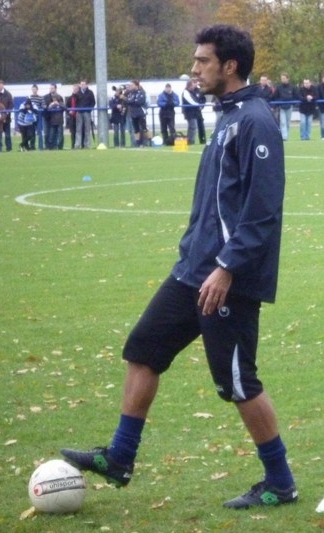
Tiago Calvano

Tiago Coelho Branco Calvano (Rio de Janeiro, 19 mei 1981) is een Braziliaans voetballer. Hij speelt als centrale verdediger bij Newcastle United Jets. Tiago Calvano heeft naast de Braziliaanse nationaliteit ook een Italiaans paspoort. 
Tiago Calvano speelde tot 2002 bij Botafogo FR. Vervolgens speelde hij een jaar bij het Italiaanse AC Perugia, waarna Tiago Calvano in juli 2003 werd gecontracteerd door FC Barcelona. Bij de Catalaanse club speelde de verdediger van 2003 tot 2005 in het tweede elftal. In 2005 verkocht FC Barcelona Tiago Calvano aan Young Boys Bern. In 2008 vertrok hij naar MSV Duisburg waar hij voor het eerste en tweede elftal speelde. Daarna speelde hij een seizoen voor Fortuna Düsseldorf.